# World Games 2005/Orientierungslauf
Bei den World Games 2005 wurden vom 16. bis 17. Juli 2005 insgesamt drei Wettbewerbe im Orientierungslauf ausgetragen.

## Wettbewerbe und Zeitplan
| Wettbewerbe          | Juli | Juli |
|                      | 16.  | 17.  |
| -------------------- | ---- | ---- |
| Damen Mitteldistanz  |      |      |
| Herren Mitteldistanz |      |      |
| Mixed-Staffel        |      |      |

|  | Qualifikation |  | Finale |

## Ergebnisse

### Mitteldistanz

#### Damen
| Platz | Name                | Nation                 | Zeit (min) |
| ----- | ------------------- | ---------------------- | ---------- |
| 1     | Simone Niggli-Luder | Schweiz                | 36:44,1    |
| 2     | Karin Schmalfeld    | Deutschland            | 37:10,1    |
| 3     | Heather Monro       | Vereinigtes Königreich | 38:26,0    |
| 4     | Tatjana Rjabkina    | Russland               | 38:50,6    |
| 5     | Ieva Sargautytė     | Litauen                | 40:01,1    |
| 6     | Lea Müller          | Schweiz                | 40:22,3    |
| 7     | Merja Rantanen      | Finnland               | 40:27,5    |
| 8     | Brigitte Grüniger   | Schweiz                | 40:37,1    |
| 9     | Dana Brožková       | Tschechien             | 40:38,9    |
| 10    | Marta Štěrbová      | Tschechien             | 40:43,1    |
| 11    | Katri Kerkola       | Finnland               | 40:52,8    |
| 12    | Inga Dambe          | Lettland               | 41:04,1    |
| 13    | Camilla Berglund    | Schweden               | 41:17,0    |
| 14    | Monika Depta        | Polen                  | 41:28,3    |
| 15    | Aija Skrastina      | Lettland               | 41:29,4    |
| 16    | Sarah Rollins       | Vereinigtes Königreich | 41:44,5    |
| 17    | Lina Bäckström      | Schweden               | 42:09,5    |
| 18    | Céline Dodin        | Frankreich             | 42:14,7    |
| 19    | Elisa Dresen        | Deutschland            | 42:23,2    |
| 20    | Seline Stalder      | Schweiz                | 42:31,2    |
| 21    | Linda Take          | Schweden               | 42:45,6    |
| 22    | Vendula Klechová    | Tschechien             | 42:53,4    |
| 23    | Kirti Rebane        | Estland                | 42:55,9    |
| 24    | Signe Søes          | Dänemark               | 43:18,9    |
| 25    | Helen Winskill      | Vereinigtes Königreich | 43:34,2    |
| 26    | Juliette Soulard    | Frankreich             | 43:44,1    |
| 27    | Sandra Paužaitė     | Litauen                | 43:46,4    |
| 28    | Lene Bergersen      | Norwegen               | 44:04,5    |
| 29    | Aliya Sitdikova     | Russland               | 44:09,7    |
| 30    | Vilma Rudzenskaitė  | Litauen                | 44:47,9    |
| 31    | Salla Sukki         | Finnland               | 44:53,1    |
| 32    | Allison Jones       | Australien             | 45:00,1    |
| 33    | Tatiana Yaxanova    | Russland               | 45:00,1    |
| 34    | Meike Jaeger        | Deutschland            | 46:04,1    |
| 35    | Linda Antonsen      | Norwegen               | 46:10,6    |
| 36    | Karina Boen Knudsen | Dänemark               | 47:32,2    |
| 37    | Tone Wigemyr        | Norwegen               | 47:43,2    |
| 38    | Veronica Minoiu     | Rumänien               | 48:16,7    |
| 39    | Danielle Winslow    | Australien             | 50:03,6    |

#### Herren
| Platz | Name                  | Nation                 | Zeit (min) |
| ----- | --------------------- | ---------------------- | ---------- |
| 1     | Thierry Gueorgiou     | Frankreich             | 38:10,1    |
| 2     | Daniel Hubmann        | Schweiz                | 38:31,1    |
| 3     | Øystein Kvaal Østerbø | Norwegen               | 38:36,5    |
| 4     | Christian Nielsen     | Dänemark               | 38:55,4    |
| 5     | Juri Omeltschenko     | Ukraine                | 39:09,1    |
| 6     | Damien Renard         | Frankreich             | 39:14,8    |
| 7     | Ingo Horst            | Deutschland            | 39:18,1    |
| 8     | Martin Johansson      | Schweden               | 39:37,3    |
| 9     | Holger Hott           | Norwegen               | 39:41,6    |
| 10    | Mārtiņš Sirmais       | Lettland               | 39:55,0    |
| 11    | Svajūnas Ambrazas     | Litauen                | 39:58,5    |
| 12    | Grant Bluett          | Australien             | 40:06,6    |
| 13    | Johan Näsman          | Schweden               | 40:10,0    |
| 14    | Matthew Crane         | Vereinigtes Königreich | 40:17,8    |
| 15    | Marián Dávidík        | Slowakei               | 40:23,1    |
| 16    | Matthias Merz         | Schweiz                | 40:23,8    |
| 17    | Simonas Krėpšta       | Litauen                | 40:29,1    |
| 18    | Sergey Detkov         | Russland               | 41:01,3    |
| 19    | Tomáš Dlabaja         | Tschechien             | 41:13,1    |
| 20    | Juha-Matti Huhtanen   | Finnland               | 41:16,8    |
| 21    | Maxim Davydov         | Russland               | 41:19,8    |
| 22    | Claus Bloch           | Dänemark               | 41:21,0    |
| 23    | Troy de Haas          | Australien             | 41:49,3    |
| 24    | Andreas Kraas         | Estland                | 42:00,6    |
| 25    | Troels Nielsen        | Dänemark               | 42:04,4    |
| 26    | Jonas Pilblad         | Schweden               | 42:13,4    |
| 27    | Petr Losman           | Tschechien             | 42:28,4    |
| 28    | Nicolas Girsch        | Frankreich             | 42:32,0    |
| 29    | Jonne Lehto           | Finnland               | 42:35,8    |
| 30    | Alexander Shcherbakov | Russland               | 42:50,1    |
| 31    | Kristaps Jeudzems     | Lettland               | 42:51,0    |
| 32    | Nicholas Barrable     | Vereinigtes Königreich | 43:23,2    |
| 33    | François Gonon        | Frankreich             | 43:43,5    |
| 34    | Ramūnas Šimanskas     | Litauen                | 43:44,5    |
| 35    | Oskars Zernis         | Lettland               | 43:47,2    |
| 36    | Christian Ott         | Schweiz                | 44:38,8    |
| 37    | Axel Fischer          | Deutschland            | 44:49,3    |
|       | Thormod Berg          | Norwegen               | DSQ        |
|       | Jörgen Wickholm       | Finnland               | DNS        |

### Mixed-Staffel
| Platz | Nation                 | Besetzung                                                    | Zeit (h)  |
| ----- | ---------------------- | ------------------------------------------------------------ | --------- |
| 1     | Schweiz                | Matthias Merz Lea Müller Daniel Hubmann Simone Niggli-Luder  | 1:28:39,0 |
| 2     | Russland               | Sergey Detkov Aliya Sitdikova Maxim Davydov Tatjana Rjabkina | 1:30:18,8 |
| 3     | Tschechien             | Petr Losman Marta Sterbova Tomas Diabaja Dana Brzkova        | 1:30:18,9 |
| 4     | Schweden               | Johan Näsman Camila Berglund Martin Johansson Lina Bäckström | 1:30:34,3 |
| 5     | Vereinigtes Königreich | Nick Barrable Sarah Rollins Matthew Crane Heather Monro      | 1:31:20,0 |
| 6     | Deutschland            | Ingo Horst Elisa Dresen Axel Fischer Karin Schmalfeld        | 1:31:27,7 |
| 7     | Litauen                | unbekannt                                                    | 1:32:25,2 |
| 8     | Lettland               | unbekannt                                                    | 1:32:44,8 |
| 9     | Frankreich             | unbekannt                                                    | 1:34:09,6 |
| 10    | Norwegen               | unbekannt                                                    | 1:34:30,9 |
| 11    | Finnland               | unbekannt                                                    | 1:34:44,9 |
| 12    | Dänemark               | unbekannt                                                    | 1:35:20,7 |
| 13    | Australien             | unbekannt                                                    | 1:38:36,7 |

## Medaillenspiegel
| Medaillenspiegel | Medaillenspiegel       | Medaillenspiegel | Medaillenspiegel | Medaillenspiegel | Medaillenspiegel |
| Platz            | Land                   | G                | S                | B                | Gesamt           |
| ---------------- | ---------------------- | ---------------- | ---------------- | ---------------- | ---------------- |
| 01               | Schweiz                | 2                | 1                | 0                | 3                |
| 02               | Frankreich             | 1                | 0                | 0                | 1                |
| 03               | Deutschland            | 0                | 1                | 0                | 1                |
| 03               | Russland               | 0                | 1                | 0                | 1                |
| 05               | Vereinigtes Königreich | 0                | 0                | 1                | 1                |
| 05               | Norwegen               | 0                | 0                | 1                | 1                |
| 05               | Tschechien             | 0                | 0                | 1                | 1                |
| Gesamt           | Gesamt                 | 3                | 3                | 3                | 9                |